# 오랄비

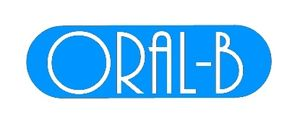
1965년부터 1980년까지 사용된 오랄비의 로고

오랄비(Oral-B)는 치약, 칫솔, 전동 칫솔, 구강 세정제, 치실 등을 포함하는 구강위생 제품 브랜드다. 이 브랜드는 1950년 휴스턴 칫솔의 발명 이후로 현재까지 사업을 계속해오고 있다. 이 브랜드는 2006년 이후로 미국의 다국적기업 프록터 앤드 갬블(P&G)가 소유하고 있다.

## 역사
캘리포니아의 치주과학자 로버트 W. 휴스턴 박사(1920–2001년)는 1950년에 한 칫솔을 설계하고 특허를 냈다. 휴스턴 칫솔(Hutson toothbrush)이라는 이름으로 1950년 1월 13일 신청에 들어갔으며 미국 특허 번호 160,604가 같은 해 10월 24일 수여되었다. 1958년, 세밀하고 부드러운 수많은 털들이 있는 마우스브러시(mouthbrush)에 대한 새로운 특허를 받았으며 1950년 설계와 비슷한 형태를 띠었다. 그는 자신의 신청서에서 이 칫솔이 치아 에나멜에 대해 마모가 덜하며 잇몸 관리에 더 좋으며 현재 이용 가능한 굵다란 털이 있는 다른 칫솔보다 가루 치약을 사용하는 것이 더 효율적이라고 주장했다.
그는 또한 오랄비 브랜드 이름을 만들어내기도 했다. 첫 제품은 60개의 다발을 지닌 오랄비 60(Oral-B 60)이었다.